# Angela Bryan
Angela Denise Bryan (* 1970 in Atlanta, Georgia) ist eine US-amerikanische Sozialpsychologin, die für ihre Forschungen zur Prävention von HIV- und Sexuell übertragbaren Erkrankungen und zum Konsum von legalisiertem Cannabis bekannt ist. Sie ist Professorin für Psychologie und Neurowissenschaften an der University of Colorado Boulder, wo sie das Center for Health and Neuroscience, Genes, and Environment mit leitet.
Bryan erhielt 2006 den American Psychological Association Award für einen herausragenden wissenschaftlichen Beitrag zur Psychologie in der frühen Karriere für ihre Studien im Bereich der Gesundheitspsychologie.

## Leben
Bryan wurde 1970 im Emory University Hospital in Atlanta, Georgia, geboren. Sie schloss ihr Bachelor-Studium an der University of California, Los Angeles, im Jahr 1992 in Psychologie ab.
Bryan setzte ihre Ausbildung an der Arizona State University fort, wo sie 1997 ihren Ph.D. in Sozialpsychologie mit quantitativem Schwerpunkt abschloss. Bryans Doktorarbeit über das Design, die Implementierung und die Evaluation einer Intervention zur Förderung des Kondomgebrauchs unter College-Frauen wurde durch ein Stipendium der National Science Foundation finanziert. Ihre Dissertation trug den Titel „Psychosocial and contextual determinants of condom use among incarcerated adolescents“ und wurde unter der Leitung von Leona Aiken abgeschlossen.
Bryan trat 1999 der Fakultät der University of Colorado in Boulder bei, wo sie ihr Forschungsprogramm um Studien zur körperlichen Bewegung erweiterte. Sie ist Mitglied des University of Colorado Cancer Center, Fakultätsmitglied am Institute of Cognitive Science der University of Colorado in Boulder und Mitglied der Fakultät der Anschutz School of Medicine der University of Colorado Denver.
Bryans Arbeit über Alkoholkonsum und HIV-Risiko wurde durch Zuschüsse des National Institute on Alcohol Abuse and Alcoholism finanziert. Ihre Arbeit über Bewegung, DNA-Methylierung und Krebsrisiko wurde durch das National Cancer Institute finanziert. Ihre Arbeit über die entzündungshemmenden Eigenschaften von Cannabis wird durch das National Institute on Drug Abuse finanziert.

## Veröffentlichungen (Auswahl)
- mit L. S. Aiken und S. G. West (1996): Increasing condom use: evaluation of a theory-based intervention to prevent sexually transmitted diseases in young women. In: Health Psychology, 15 (5), 371–382.
- mit L. S. Aiken und S. G. West (1997): Young women’s condom use: The influence of acceptance of sexuality, control over the sexual encounter, and perceived susceptibility to common STDs. In: Health Psychology, 16 (5), 468–479.
- mit C. A. Rocheleau, R. N. Robbins und K. E. Hutchinson (2005): Condom use among high-risk adolescents: testing the influence of alcohol use on the relationship of cognitive correlates of behavior. In: Health Psychology, 24(2), 133–142.
- mit B. M. Kwan (2010): Affective response to exercise as a component of exercise motivation: Attitudes, norms, self-efficacy, and temporal stability of intentions. In: Psychology of Sport and Exercise, 11 (1), 71–79.
- mit R. N. Robbins (2004): Relationships between future orientation, impulsive sensation seeking, and risk behavior among adjudicated adolescents. Journal of Adolescent Research, 19(4), 428–445.